# Parafia św. Jadwigi Królowej w Choszcznie
Parafia pod wezwaniem św. Jadwigi Królowej w Choszcznie – parafia należąca do dekanatu Choszczno, archidiecezji szczecińsko-kamieńskiej, metropolii szczecińsko-kamieńskiej. Jedna z parafii rzymskokatolickich w Choszcznie. Kościół parafialny pw. św. Jadwigi Królowej w budowie od 1998. Mieści się przy zbiegu ulic Staszica i Jagiełły.